# Winseldorf
Winseldorf è un comune tedesco del circondario di Steinburg, nella regione dello Schleswig-Holstein. Ha circa 300 abitanti.